# 渡邊課
渡邊課 (わたなべか)は、VR分野において実写作品を中心に制作、発表する映像作家である。

## 経歴
株式会社コンセント内のラボラトリーチームとして発足。デザイン分野における新規技術の活用を模索する中で3Dプリンタでの出力による3Dデータの活用をきっかけに、VR映像に着目。
2013年にVRゴーグルハコスコの普及活動を通じて、THETAを利用した映像制作に取り組む。
その後、Go pro6台を利用した映像制作を行う中で、日本ではまだ事例が少ない水中撮影を水中写真家の古賀学と行い、「水中ニーソキューブ」を発表、写真集「月刊水中ニーソ」の発刊にあわせた展示を行う。
YouTubeやFacebookでの360度映像対応を受け、WEBでの映像発表を軸にMusic Videoや、ドローンなど特殊な機材を利用した撮影など、これまでに50本を超える全天球映像を発表。
2016年現在はプラネタリウム投影や劇場用4DXを用いた映像のプレゼンテーションにも挑戦している。

## 作品一覧

### Music Video
Hello Sleepwalkers - アキレスと亀

Hello Sleepwalkers - ハーメルンはどのようにして笛を吹くのか

GRAZIE4 - 君にありがとう

GRAZIE3 - おゆおゆおふろ

Vampillia - you should go first

Awesome City Club - Lullaby for TOKYO CITY

### ライブ映像
快速東京

BDM2015(デデマウスと水曜日のカンパネラ) - 妖怪地獄音頭

## メンバー
| 名前          | 役職 |
| ------------- | ---- |
| 渡邊 徹       | 課長 |
| 斎藤 広太     |      |
| 小山 純       |      |
| 佐々木 未来也 |      |
| 越後 龍一     | 嘱託 |